# Páni z Pirkštejna
Páni z Pirkštejna, též Ptáčkové z Pirkštejna, byli jedním z nejstarších a nejvýznamnějších českých a později moravských panských rodů.

## Historie
Páni z Pirkštejna pocházeli pravděpodobně z rozrodu pánů z Lipé.
Za zakladatele rodu pánů z Pirkštejna je považován Čeněk z Ojvína, bratr Jindřicha z Lipé. Své jméno přijali podle hradu Sloup (Perkenstein – odsud Pirkštejn), který se stal hlavním rodovým sídlem. Čeněk z Pirkštejna získal sňatkem s Jitkou z Honcovic další statky na Moravě.
Jejich syn Jan Ješek Ptáček z Pirkštejna značně rozšířil rodový majetek. Hrad Sloup směnil za městečko a panství Polná, později zakoupil i městečko Rataje nad Sázavou, ke kterému patřily dva hrady, z nichž jeden Ješek přejmenoval v souladu s rodovým jménem na Pirkštejn.
Jeho syn Jan byl pravděpodobně jedním ze signatářů stížného listu proti upálení Jana Husa. Jinak však Jan Ptáček z Pirkštejna vystupoval jako nepřítel kališníků. Spolu s Petrem II. ze Šternberka se účastnil i vojenských akcí proti nim.
Posledním mužským příslušníkem rodu se stal Hynce Ptáček z Pirkštejna (neobvyklé jméno Hynce, je původní domácí podoba německého jména Heinrich, později přepisovaná jako Hynek). Ten stál z počátku stejně jako jeho otec na královské straně, poté ovšem přešel ke kališníkům. Hynce proslul jako politik a diplomat, jeho schopností si vážil jak císař Zikmund Lucemburský, tak další diplomat a pozdější papež Pius II., Eneáš Silvius Piccolomini. Jím rod po meči vymřel.